# ئی‌ام‌دی جی‌پی۳۰
ئی‌ام‌دی جی‌پی۳۰ (انگلیسی: EMD GP30) یک لوکوموتیو دیزلی ساخت شرکت جنرال موتورز دیزل و الکترو-موتیو دیویژن بوده است.
این لوکوموتیو که مابین سال‌های ۱۹۶۱ تا ۱۹۶۳ تولید می‌شده دارای ۱۶ سیلندر، ۲۲۵۰ اسب بخار توان خروجی، سرعت نهایی ۱۲۶ کیلومتر بر ساعت و ۱۱۵٬۰۰۰ کیلوگرم وزن بوده است.